# TINKER
Pour les articles homonymes, voir Tinker.
Tinker est un logiciel de simulation en dynamique moléculaire avec un paquet complet et général pour la mécanique moléculaire et des fonctions spéciales pour les biopolymères. Le cœur de TINKER est un ensemble modulaire de routines autorisant la manipulation des coordonnées et l'évaluation des potentiels d'énergie de manière simple. La plateforme logicielle (version 8) est organisée autour de trois codes : le Tinker « canonique » (version 8.2.1, ), Tinker-OpenMM (version GPU de Tinker, ) et Tinker-HP (version 1.2, , la version massivement parallèle de Tinker dédiée aux champs de forces polarisables. Tinker-HP a reçu le Prix Atos - Joseph Fourier 2018 dans la catégorie simulation numérique (1er prix).
Il est utilisé notamment par le projet Folding@home.